# Peter Wirz
Peter Wirz (Suiza, 29 de julio de 1960) es un atleta suizo retirado especializado en la prueba de 1500 m, en la que consiguió ser campeón europeo en pista cubierta en 1984.

## Carrera deportiva
En el Campeonato Europeo de Atletismo Junior de 1979 ganó el bronce en los 1500 metros, con un tiempo de 3:42.66 segundos, tras el británico Graham Williamson y el soviético Leonid Bruk.
En el Campeonato Europeo de Atletismo en Pista Cubierta de 1984 ganó la medalla de oro en los 1500 metros, con un tiempo de 3:41.35 segundos, por delante del italiano Riccardo Materazzi y el alemán Thomas Wessinghage.